# 朱悦炘
崇慶王朱悦炘（1395年6月10日—1411年7月26日），明朝蜀献王朱椿庶四子，明太祖之孙。
永樂二年（1404年）四月，封崇慶王。九年（1411年）七月薨。明成祖得知，遣官賜祭，命有司治喪葬。无子，国除。无谥号。